# Covenant (album, Morbid Angel)
Covenant je třetí řadové album americké deathmetalové kapely Morbid Angel. Je to první deathmetalové album, které bylo v USA vydáno u velké nahrávací společnosti (Giant Records) a podle amerického informačního systému Nielsen Soundscan i dosud nejprodávanější deathmetalové album všech dob. Ke skladbám "Rapture" a "God of Emptiness" byly natočeny klipy, přičemž klip ke druhé jmenované skladbě se dostal do obecnějšího povědomí i díky své parodizaci ve známém americkém animovaném seriálu Beavis a Butt-head.
V roce 2006 byla na vinylu vydána limitovaná edice alba v počtu 1000 kusů.

## Seznam skladeb
1. "Rapture" (Trey Azagthoth, David Vincent) – 4:17
2. "Pain Divine" (Azagthoth, Vincent) – 3:58
3. "World of Shit (The Promised Land)" (Azagthoth, Vincent) – 3:20
4. "Vengeance Is Mine" (Azagthoth, Vincent) – 3:15
5. "The Lion's Den" (Vincent) – 4:45
6. "Blood on My Hands" (Azagthoth, Vincent) – 3:43
7. "Angel of Disease" (Azagthoth) – 6:15
8. "Sworn to the Black" (Azagthoth, Vincent) – 4:01
9. "Nar Mattaru" (Azagthoth, Vincent) – 2:06
10. "God of Emptiness" (Azagthoth, Vincent) – 5:27
  - "I: The Accuser"
  - "II: The Tempter"

## Sestava
- Trey Azagthoth – kytara, klávesy
- Pete Sandoval – bicí
- David Vicent – baskytara, vokály